# Sporobolus mendocinus
Sporobolus mendocinus là một loài thực vật có hoa trong họ Hòa thảo. Loài này được Méndez miêu tả khoa học đầu tiên năm 1994.